# 1987年9月逝世人物列表
1987年逝世人物列表：1月 - 2月 - 3月 - 4月 - 5月 - 6月 - 7月 - 8月 - 9月 - 10月 - 11月 - 12月
1987年9月逝世人物列表，是用於匯總1987年9月期間逝世人物的列表。

## 依日期排序

### 1日
- Dennis Coi，26歲，加拿大花樣滑冰運動員，愛滋病。
- Gerhard Fieseler，91歲，第一次世界大戰德國王牌飛行員、特技飛行冠軍、飛機設計師和製造商。[1]
- 菲力浦·弗蘭德，72歲，英國影視演員（公路人）。
- 阿納爾多·莫米利亞諾（Arnaldo Momigliano），78歲，義大利古典古代歷史學家。[2]
- 艾倫·裡德（Alan Reid），72歲，澳大利亞政治記者，癌症。[3]
- 平基·惠特尼（Pinky Whitney），82歲，美國職業棒球大聯盟（費城費城人）球員。[4]

### 2日
- Cam Carreon，50歲，美國職業棒球大聯盟球員（芝加哥白襪隊）。[5]
- 布萊恩·克萊，52歲，澳大利亞橄欖球聯盟足球運動員（澳大利亞、聖喬治龍隊），心臟病。[6]
- LeGrande A. Diller，美國陸軍上將，癌症。[7]
- 肯·弗勞爾（Ken Flower），73歲，英國出生的羅得西亞警官兼情報主管，心臟病發作。[8]
- Remzi Aydın Jöntürk，50歲，土耳其演員和編劇（Yarınsız Adam、Yıkılmayan Adam），交通事故。
- Ramesh Naidu，55歲，印度作曲家、器樂演奏家和歌手。
- 阿尔弗雷多·奥斯卡·圣琼（Alfredo Oscar Saint Jean），60歲，阿根廷陸軍師將軍和政治家，阿根廷事實上的總統。
- Stephen B. Small，40歲，美國商人，被綁架並勒索贖金，在囚禁期間窒息。[9]

### 3日
- 戴安娜·考德威爾（Diana Caldwell），73歲，英國女性，因參與謀殺埃爾羅爾勳爵（Lord Erroll）而聞名。[10]
- 卡特·克拉克，90歲。美國陸軍的美國情報官員，心臟病發作。[11]
- 內德·戴，42歲，美國記者和報紙記者，心臟病發作。[12]
- 莫顿·费尔德曼，61歲，美國作曲家，胰腺癌。[13]
- 麥克斯韋·弗萊（Maxwell Fry），88歲，英國現代主義建築師、作家和畫家。[14]
- 多麗絲·蓋茨，85歲，美國兒童小說作家（Blue Willow），心臟病發作。[15]
- 梅林·明歇爾（Merlin Minshall），80歲，英國海軍軍官和冒險家。
- 亞歷山大·納迪拉澤（Aleksandr Nadiradze），73歲，喬治亞工程師，參與苏联太空计划的軍事化。
- 维克托·涅克拉索夫，76歲，蘇聯作家、記者和編輯，癌症。[16]
- 李·西奧多（Lee Theodore），54歲，美國百老匯戲劇導演和表演者。[17]
- Rusty Wescoatt，76歲，美國男配角。

### 4日
- 比爾·鮑斯（Bill Bowes），79歲，英國板球運動員，Bodyline系列賽球員，心臟病發作。[18]
- George M. Chinn，85歲，美國武器專家和士兵。[19]
- 理查·馬昆德，49歲，威爾士電影和電視導演（星際大戰六部曲：絕地大反攻），中風。[20]

### 5日
- 理查·D·亞當斯（Richard D. Adams），78歲，美國海軍少將。[21]
- 沃爾夫岡·福特納（Wolfgang Fortner），79歲，德國作曲家和指揮家。[22]
- 斯科特·歐文，35歲，美國職業摔跤手，腦瘤。
- 薩爾瓦多·盧特羅斯（Salvador Lutteroth），90歲，墨西哥職業摔跤推廣人。
- 奎因·馬丁，65歲，美國電視製片人（法網恢恢），心臟病發作。[23]

### 6日
- Jack d'Avigdor-Goldsmid，74歲，英國陸軍上將和政治家，國會議員。[24]
- Arun Kumar Choudhury，64歲，加爾各答大學計算機科學與工程系印度系主任。
- 威廉·黑利，86歲，英國報紙編輯兼 BBC 總幹事。[25]
- 保羅·希伯特（Paul Hiebert），95歲，加拿大作家和幽默作家（莎拉·賓克斯（Sarah Binks））。[26]

### 7日
- 戈登·戈洛布（Gordon Gollob），75歲，二戰期間的奧地利戰鬥機飛行員，戰鬥機王牌。
- 哈裡·洛克，73歲，英國演員。

### 8日
- 羅伯特·沙普爾斯，74歲，英國音樂指揮家、作曲家和樂隊領隊。
- 瑪格麗特·瑪麗·史密斯（Margaret Mary Smith），70歲，南非魚類學家。[27]

### 9日
- 山姆·布羅迪（Sam Brody），80歲，工人電影和攝影聯盟（Workers Film and Photo League）的英國創始成員，因跌倒受傷。[28]
- 湯姆·大衛斯，76歲，愛爾蘭國際足球運動員（愛爾蘭新布萊頓、奥尔德姆足球俱乐部）。
- 比爾·弗雷澤，79歲，蘇格蘭演員（當我們結婚時），肺氣腫。
- 貢納爾·德·弗魯梅裡（Gunnar de Frumerie），79歲，瑞典作曲家和鋼琴家。
- Gerrit Jan Heijn，56歲，荷蘭商人，被綁架后被謀殺。[29]
- Vratislav Mazák，50歲，捷克生物學家，專攻古人類學。
- 阿爾·里德，78歲，英國廣播喜劇演員，中風。
- Dora Zaslavsky，83歲，俄羅斯出生的美國鋼琴家。[30]

### 10日
- 本傑明·霍華德·貝克，95歲，英國國際足球運動員（科林蒂安），跳高和三級跳遠，兩屆奧運會選手。[31]

### 11日
- Kerstin Bernadotte，76歲，瑞典記者和雜誌編輯。[32]
- 休·大衛，62歲，英國演員和電視導演（異世奇人）。
- 查理斯·弗萊明，71歲，紐西蘭地質學家和鳥類學家。[33]
- 洛恩·格林，72歲，加拿大演員（富礦、星際大爭霸），肺炎。[34]
- Harry Gale Nye Jr.，79歲，美國企業家和世界冠軍水手。[35]
- 赫維·羅茲（Hervey Rhodes），92歲，英國政治家，國會議員。[36]
- Sandilyan，76歲，印度作家。
- Manikuntala Sen，75-76歲，印度共产党成員。
- Nareshchandra Singh，78歲，印度薩蘭加爾邦統治者。
- Surendra，76歲，印度歌手和演員。
- 彼得·托什，42歲，牙買加雷鬼歌手和音樂家，在入室盜竊中被謀殺。[37]
- Mahadevi Varma，80歲，印度詩人和作家。[38]
- 約翰·勞埃德·瓦迪（John Lloyd Waddy），70歲，澳洲皇家空軍澳大利亞軍官和政治家（新南威爾士州）。[39]
- 弗蘭克·維齊亞德，71歲，美國演員和電視名人。[40]

### 12日
- J. Lawton Collins，91歲，美國陸軍上將，美国陆军参谋长，心臟驟停。[41]
- 威廉·迪克森（William Dickson），88歲，英國皇家海軍航空服務隊飛行員，國防參謀長。[42]
- 約翰·奎倫（John Qualen），87歲，加拿大出生的美國演員，心力衰竭。[43]
- John J. Voll，65歲，美國空軍軍官，二戰王牌飛行員。

### 13日
- 阿尼巴爾·戈登（Aníbal Gordon），阿根廷人，被懷疑是 Triple A 暗殺隊的領導人，患有肺癌。[44]
- 茂文·李洛埃（Mervyn LeRoy），86歲，美國電影導演和演員（綠野仙蹤），心臟病。[45]

### 14日
- Julien Kialunda，37歲，剛果國際足球運動員（皇家安德列治體育會、剛果民主共和國國家足球隊），愛滋病。[46]
- 埃裡克·倫德伯格（Erik Lundberg），80歲，瑞典經濟學家。[47]
- 斯托蒙特·曼克羅夫特，73歲，英國政治家，上議院議員。
- Arthur W. Vanaman，95歲，美國空軍和空軍少將。[48]
- 亨利·瑞格利（Henry Wrigley），95歲，澳洲皇家空軍副元帥。[49]

### 15日
- David Akui，67歲，美國士兵，在第二次世界大戰中俘虜了第一位日本戰俘。
- 威廉·柏林，98歲，德國納粹將軍，騎士鐵十字勳章獲得者。
- Leon Hirszman，49歲，巴西電影導演兼編劇（They Don't wear Black Tie），愛滋病。[50]
- 哈裡·霍爾科姆（Harry Holcombe），80歲，美國演員和廣播總監（Bonanza）。[51]
- Moazzam Jah，79歲，印度皇室成員，海德拉巴最後一位尼扎姆的兒子。[52]
- 尼洛·梅嫩德斯（Nilo Menéndez），84歲，古巴裔美國詞曲作者（Aquellos Ojos Verdes）。[53]
- 喬治·愛德華·彭德雷，86歲，美國作家，美國星際協會創始人。[54]
- 喬·賴斯曼，62歲，美國音樂家、樂隊領隊、編曲家和唱片製作人。[55]

### 16日
- 威廉·理查·約瑟夫·庫克（William Richard Joseph Cook），82歲，英國數學家，氫彈開發的領導者，中風。[56]
- 西蒙·吉普斯-肯特（Simon Gipps-Kent），28歲，英國戲劇和電影演員，嗎啡中毒。
- 霍華德·莫斯（Howard Moss），65歲，美國詩人，戲劇家和評論家，心臟病發作。[57]
- Christopher Soames，66歲，英國政治家、國會議員、南羅得西亞州長，胰腺炎。[58]

### 17日
- K. Jack Bauer，62歲，美國作家和海軍歷史學家，北美海洋歷史學會的聯合創始人，心臟病發作。[59]
- 弗拉基米爾·巴索夫，64歲，蘇聯演員，電影導演和編劇，中風。
- Francis E. Dorn，76歲，美國政治家，美國眾議院議員。[60]
- 喬治·德懷爾，78歲，英國羅馬天主教主教，伯明罕大主教。[61]
- 穆薩·加列耶夫，65歲，蘇聯空軍中隊長，癌症。[62]
- 卡羅爾·亨利，69歲，美國演員。
- 亨利·克羅格（Henry Kroeger），70歲，俄裔加拿大政治家，亞伯達省議會議員，淋巴瘤和肺炎。
- 菲力浦·韋恩·鮑威爾，73-74歲，美國歷史學家，專門研究美國西南部的西班牙殖民歷史，心臟病發作。[63]
- 迪特·希多爾，39歲，德國演員（鐵十字勳章、霧港水手），愛滋病。

### 18日
- Golbery do Couto e Silva，76歲，巴西陸軍上將和政治家，總統府幕僚長。[64]
- 弗雷德里克·費奇（Frederic Fitch），79歲，美國邏輯學家，耶鲁大学教授。[65]
- 奧林卡·赫迪，85歲，美國藝術家。
- 埃米爾·施拉姆（Emil Schram），93歲，纽约证券交易所總裁。[66]
- 阿梅里科·托马斯，92歲，葡萄牙海軍軍官和政治家，葡萄牙总统，感染。[67]

### 19日
- Lean Alejandro，27歲，菲律賓學生領袖和政治活動家，被暗殺。[68]
- 貝蒂·伯布裡奇，91歲，美國編劇和演員。
- Einar Gerhardsen，90歲，挪威政治家，挪威首相。[69]
- 尼亞明·賈格瓦拉爾（Nyamyn Jagvaral），68歲，蒙古政治家，政治家和經濟學家，人民大呼拉爾主席團主席。
- 穆罕默德·曼蘇魯丁（Muhammad Mansuruddin），83歲，孟加拉國作家、文學評論家和散文家。
- Graciela Olivarez，59歲，美國律師，民權和窮人的宣導者。[70]
- Ralph Steinhauer，82歲，加拿大政治家，阿爾伯塔省副省長。[71]
- Ken Uston，52歲，美國二十一點玩家，心力衰竭。[72]

### 20日
- 喬治·威廉·戈達德（George William Goddard），98歲，美國空軍英裔美國準將。[73]
- 格雷維爾·霍華德，78歲，英國政治家，國會議員。
- K. C. S. Mani，65歲，印度社會主義活動家，試圖暗殺C. P. Ramaswamy Iyer。
- 邁克爾·斯圖爾特，63歲，美國劇作家、編劇和小說家，肺炎。[74]
- 彼得·托羅克，36歲，匈牙利國際足球運動員（沃绍什体育俱乐部、匈牙利國家足球隊）。[75]

### 21日
- 艾莫·阿爾托寧（Aimo Aaltonen），81歲，芬蘭政治家，芬兰共产党領導人。
- 斯文·安德森（Sven Andersson），77歲，瑞典政治家，外交部長。[76]
- 露絲·阿塔韋（Ruth Attaway），77歲，美國電影和舞臺女演員，因火災受傷。[77]
- 約翰·錢多斯，70歲，蘇格蘭電影和電視演員。
- William Kwai-sun Chow，73歲，美國武術家。
- J. Clyde Morris，78歲，美國公民領袖。
- Jaco Pastorius，35歲，美國爵士貝斯手、作曲家和製作人，遭到襲擊後腦溢血。[78]

### 22日
- Hákun Djurhuus，78歲，法羅群島總理。[79]
- H. R. Gross，88歲，美國政治家，美國眾議院議員，阿爾茨海默病。[80]
- 諾曼·盧博夫（Norman Luboff），70歲，美國音樂編曲家和出版商，合唱團指揮，肺癌。[81]
- 卡曼·麥克斯韋，84歲，美國動畫師和配音演員 （Bosko）。[82]
- Dan Rowan，65歲，美國演員和喜劇演員（Rowan & Martin's Laugh-In），淋巴瘤。[83]

### 23日
- Walter M. Baumhofer，82歲，美國插畫家。
- 鲍勃·福斯（Bob Fosse），60歲，美國演員，編舞家，舞蹈家，電影和舞臺導演，心臟病發作。[84]
- 路易士·肯特納，82歲，匈牙利和英國鋼琴家。
- Rajendra Krishan，68歲，印度詩人、作詞家和編劇。
- Erland Van Lidth De Jeude，34歲，荷蘭裔美國摔跤手，歌劇歌手和演員，心力衰竭。
- O. B. McClinton，47歲，美國鄉村音樂歌手和詞曲作者，腹部癌症。[85]

### 24日
- 德魯·邦迪尼·布朗（Drew Bundini Brown），59歲，美國助理教練，穆罕默德·阿里（Muhammad Ali）的角球手。[86]
- 約翰·納爾遜·庫珀（John Nelson Cooper），80歲，美國定製刀具製造商，刀具製造商協會（Knifemakers' Guild）的創始成員。
- Damiaen Joan van Doorninck，85歲，荷蘭軍官，荷蘭皇家海軍預備役中尉指揮官。
- 艾哈德·克罗格（Erhard Kroeger），82歲，納粹德國黨衛軍軍官，二戰前參與波罗的海德意志人的重新安置。
- 多蘿西·邁耶，62歲，美國影視女演員。
- 維克多·莫洛（Victor Mollo），78歲，英國合同橋牌運動員、記者和作家，心臟病發作。[87]
- 約瑟夫·塔本金，66歲，以色列軍事指揮官。

### 25日
- 瑪麗·阿斯特，81歲，美國女演員（梟巢喋血戰），呼吸衰竭。[88]
- 傑拉爾德·查普曼（Gerald Chapman），37歲，英國戲劇導演，愛滋病。[89]
- Duffy Daugherty，72歲，美國大學橄欖球運動員和教練。[90]
- 哈桑·哈桑尼（Hassan El-Hassani），71歲，阿爾及利亞喜劇演員。
- Harry Holtzman，75歲，美國藝術家，美國抽象藝術家的創始成員。[91]
- 維多利亞·肯特，96歲，西班牙律師和共和黨政治家。[92]
- 阿巴·科夫纳（Abba Kovner），69歲，出生於立陶宛的以色列遊擊隊領袖、詩人和作家，患有喉癌。[93]
- 根納季·米哈塞維奇，40歲，蘇聯連環殺手，被處決。
- 埃姆林·威廉姆斯，81歲，威爾士作家和演員（夜幕降臨），腸癌併發症。[94]

### 26日
- 埃德加·安斯泰（Edgar Anstey），80歲，英國紀錄片製片人（三千萬封信、雪）。[95]
- 埃塞尔·卡瑟伍德，79歲，加拿大跳高和標槍運動員，奧運會金牌得主。[96]
- Co Prins，49歲，荷蘭國際足球運動員（阿賈克斯、荷蘭），心臟病發作。[97]
- Andi Ramang，63歲，印尼國際足球運動員（望加錫、印度尼西亞）。[98]
- 霍華德·羅賓遜（Howard W. Robison），71歲，美國政治家，美國眾議院議員。[99]
- 塞爾吉奧·桑坦德（Sergio Santander），33歲，智利賽車手，賽車事故。
- 赫伯特·蒂希 (Herbert Tichy)，75歲，奧地利作家和登山者，首次登頂了卓奥友峰。

### 27日
- 約翰·紐博爾德·坎普，79歲，美國商人、銀行家和政治家，美國眾議院議員，心臟病發作。
- J. N. Findlay，83歲，南非哲學家。[100]
- 羅伯特·本傑明·格林布拉特，80-81歲，加拿大內分泌學家。[101]
- 瑪麗亞·瓜迪奧拉，92歲，葡萄牙教師和政治家，反女權主義者。[102]
- MKK 奈爾，66歲，印度官僚和藝術鑒賞家，印度行政服務官員，癌症。[103]
- 艾迪·德·溫德（Eddy de Wind），71歲，荷蘭大屠殺倖存者、醫生、精神病學家和精神分析師。[104]

### 28日
- 威拉德·哈裡森·貝內特，84歲，美國等离子体物理学家。[105]
- 羅曼·布蘭德施塔特（Roman Brandstaetter），81歲，波蘭作家、詩人、劇作家、記者和翻譯，心臟病發作。[106]
- 邁赫迪·哈希米（Mehdi Hashemi），42-43歲，伊朗什葉派神職人員，伊斯兰革命卫队高級官員，被處決。[107]
- 貝爾·林斯基，82-83歲，烏克蘭出生的美國女商人和慈善家。[108]
- Ray Madden，95歲，美國政治家，美國眾議院議員，心律失常。[109]

### 29日
- Darach Ó Catháin，64歲，愛爾蘭sean-nós歌手。
- 伊莉莎白·伊登（Elizabeth Eden），41歲，美國跨性別女性，肺炎。[110]
- 亨利·福特二世，70歲，福特汽车美國總裁，肺炎。[111]
- Vinodini Nilkanth，80歲，印度古吉拉特语作家。
- 塞巴斯蒂安·佩施科，77歲，德國古典鋼琴家。
- 馬里奧·普雷斯蒂菲利波，28歲，義大利西西里黑手黨成員，疑似兇手，被槍殺。[112]

### 30日
- 阿尔弗雷德·贝斯特，73歲，美國科幻作家和編劇（被毁灭的人），髖部骨折併發症。[113]
- 傑弗里·鮑爾斯（Geoffrey Bowers），33歲，美國律師，愛滋病。[114]
- 傑弗里·伯裡奇（Geoffrey Burridge），38歲，英國戲劇和電視演員，愛滋病患者。
- 赫伯特·索貝爾（Herbert Sobel），75歲，二戰中的美國士兵，他的故事出現在諾曼第大空降（Band of Brothers）中，營養不良。

### 日期不詳
- A. K. Brohi，72歲，巴基斯坦政治家和律師。
- Ephraim Hertzano，74-75歲，羅馬尼亞-以色列棋盤遊戲設計師，拉密遊戲的發明者。
- 愛麗絲·拉洪（Alice Rahon），83歲，法裔墨西哥詩人和藝術家。[115]